# Korgen-Stormyran
Korgen-Stormyran är ett naturreservat i Bodens kommun i Norrbottens län.
Området är naturskyddat sedan 2009 och är 8,4 kvadratkilometer stort. Reservatet omfattar berget Korgen och Stormyran sydväst om berget. Reservatet består av tallurskog och barrblandurskog på sluttningarna. 